# ランキン・タクシー
ランキン・タクシー（英: RANKIN TAXI、1953年2月9日 - ）は、日本のレゲエミュージシャン。サウンドシステム「タクシー・ハイファイ（Taxi Hi-Fi）」オーナー。本名は白濱 隆。
「日本のレゲエ界の草分け的歌手」、「日本レゲエ界の大御所」などと評される。

## 概略
横浜国立大学卒業後、建設会社に技師として勤務していたが、30歳を過ぎてからレゲエと出会い1991年、ワーナーミュージック・ジャパンよりメジャーデビュー。政治問題にも関心を持っており、日米地位協定破棄、脱原発等を主張する左派色の強い作品も残している。
児童の権利に関する条約が日本でも発効した1994年には「『子どもの権利条約』を子どもへ」と題した曲を歌い、小学校で特別授業をおこない、その模様を収録した同名のビデオが保坂展人の監督で作成された。
東日本大震災後に発表した「原発がっかり音頭」の歌詞の内容を、被災者を揶揄したものだとされ、被災者や脱原発支持派からも強い批判を浴びた。
大麻の規制緩和について明言しており、合法化を求める内容の作品「マリファナ音頭」（2012年）などを発表しているほか、毎年5月に東京で開催されるパレード「マリファナマーチ」では例年MCを務めている。

## ディスコグラフィ

### シングル
- 見た目が大事（1991年7月25日）
- 言い出せなかった秘密（1991年11月28日）
- ハリケーン・ラブ（1995年5月19日）
- 今夜はB-13（1996年6月21日）
- タワワ・ギャル・ソカ～お宝ガールズ～（2002年8月7日）
- マリファナ音頭 (2005年9月10日)

### アルバム
- 火事だぁ（1989年12月10日）インディーズアルバム
- ワイルドで行くぞ（1991年3月25日）
- さっすがぁスティーブン～ワイルド・ダブ・アルバム（1991年11月28日）
- アワワ（1992年11月28日）
- ランキン・タクシー全発言記録（1994年4月25日）ベストアルバム
- Ruff Biz Today（1995年7月21日）
- WA TA TING（1996年7月19日）
- スーパー・ランキン・タクシー（1998年8月26日）ベストアルバム
- エイ ヨウ ヤロオ（2002年11月27日）
- Oyajinal Best（2005年7月6日）ベストアルバム

- アミシャツ魂（2005年7月20日）
- 百人組手part.2 RANKIN TAXI version（2006年7月20日）
- Let's Go Rockers（2006年9月13日）
- 死ぬまで生きる（2008年3月26日）

### その他
- H-MAN「戦争やだな feat.RANKIN TAXI」
- 川上つよしと彼のムードメイカーズ「Daydream Believer feat.Ryoji & Rankin’Taxi」
- JABROCK「ZUGU ZUGU ZUUM feat.RANKIN TAXI」
- Home Grown「恋のダブル・ブッキング(:_;)feat.RANKIN TAXI & Leyona」